# Tông Hàm liên
Tông Hàm liên (danh pháp khoa học: Marsdenieae) là một tông thực vật có hoa trong phân họ Asclepiadoideae của họ Apocynaceae.

## Phân loại
Tông này gồm 26-28 chi.
- Anatropanthus
- Anisopus
- Asterostemma
- Campestigma - kiền tím.
- Cathetostemma = Marsdenia
- Cionura
- Cosmostigma - tinh thư.
- Dischidanthus - song sang.
- Dischidia - song ly.
- Dischidiopsis
- Dolichopetalum
- Dregea
- Gongronema
- Gunnessia
- Gymnema - lõa ti.
- Heynella
- Hoya (gồm cả Absolmsia, Clemensiella, Physostelma, Triplosperma) - cẩm cù, hồ da.
- Jasminanthes
- Lygisma - cầu thư.
- Marsdenia (gồm cả Dalzielia, Ecliptostelma, Gymnemopsis, Leichardtia, Sinomarsdenia) - hàm liên.
- Micholitzia
- Oreosparte
- Pycnorhachis
- Rhyssolobium
- Sarcolobus (gồm cả Quisumbingia)
- Stephanotis
- Stigmatorhynchus
- Telosma - thiên lý.
- Treutlera
- Wattakaka